# Psydrax amplifolia
Psydrax amplifolia là một loài thực vật có hoa trong họ Thiến thảo. Loài này được (Elmer) A.P.Davis mô tả khoa học đầu tiên năm 2008.